# Famille Vay
La famille Vay, également connue sous le nom de Vay de Vaja et Laskod (en hongrois : vajai és laskodi Vay), est une ancienne famille noble hongroise originaire du village de Vaja, dans le comitat de Szabolcs. Elle compte parmi les familles les plus anciennes de la région et a porté au fil des siècles les titres de baron, puis, pour une branche, de comte. La famille noble hongroise existe encore aujourd’hui.

## Histoire
La famille Vay est l'une des plus anciennes familles du comté de Szabolcs. Elle est citée dans un acte de Ladislas IV de Hongrie à la fin du XIIIe siècle. La filiation suivie commence avec Dénes de Waja, né vers 1380 dont le fils Pál (1408-1445) est commandant de la forteresse (várnagy) de Szarvaskő et l'époux de Klára Petry.

## Membres notables
- László Vay (fl. 1507), évêque de Nicomédie.

branche Ibrányi de Vaja et Ibrány
- István Vay de Vaja, (fl. 1414-18) épouse Margit Ibrányi de Ibrány dont les descendants prennent le nom de Ibrányi de Vaja et Ibrány. Il est le fils de Benedek (fl. 1325-1349) et le frère de Tamás Vay de Vaja (fl. 1411-1418), ancêtre des branches suivants.
- Ferenc II Ibranyi de Vaja et Ibrány (fl. 1582), vice-juge suprême du Royaume de Hongrie (alországbiró). Arrière-grand-père du suivant.
- László Ibrányi de Vaja et Ibrány (1658-1705), célèbre colonel Kuruc sous Imre Thököly et lors de la guerre d'Indépendance de Rákóczi. Époux de Éva Bélaváry (†1702), fille de Miklós Bélaváry. Grand-père du suivant.
- Miklós II Ibranyi de Vaja et Ibrány (fl. 1780), conseiller du roi, alispán de Szabolcs. Père des suivants.
  - János  Ibranyi de Vaja et Ibrány (fl. 1807), juge en chef (főbiró) du comitat de Szabolcs.
  - Farkas Ibranyi de Vaja et Ibrány, alispán de Szabolcs.
  - Miklós III Ibranyi de Vaja et Ibrány († 1807), notaire en chef (főjegyző) du comitat de Szabolcs.
- Mihály Ibranyi de Vaja et Ibrány (hu) (1895-1962), lieutenant-général hongrois, inspecteur des hussards entre 1944 et 1945. Il est après la guerre condamné à 25 ans de travaux forcés par le régime soviétique. Croix de chevalier de la croix de fer et récipiendaire de l'Ordre du Mérite de Hongrie.

branche de Ádám
- Ádám Vay de Vaja (1657-1719), sénateur kuruc, chef de la Cour de François II Rákóczi, főispán des comtés de Máramaros et de Békés.
  - Ádám Vay (fl. 1713-1742), membre de la Table Royale (kir. táb. ulnök). Se convertit au catholicisme. Fils du précédent et père du suivant.
    - baron Ádám III Vay († 1768), époux de la comtesse Ágnes Toroczkay.
    - György Vay († 1787), capitaine des hussards de Haller.
      - János Vay († 1798), conseiller du roi, fils du précédent.
      - János Vay († 1807), lieutenant-colonel. Frère du précédent et du suivant.
      - Ráfael Vay, juge des nobles du comté de Szabolcs.
- Imre de Vay (1516), chanoine de Varad.
- István V Vay, filleul de Marie-Thérèse d'Autriche.
- Ilus Vay (en) (1923-2008), actrice hongroise.

branche de Ábrahám
- Ábrahám I Vay  (fl. 1666), époux de sa lointaine cousine Anna Ibranyi de Vaja et Ibrány.
  - László I Vay, partisan de Rákóczi, membre du parlement (1715-1725), signataire de la paix de Szatmár (1711). Époux de Borbála Teleki, fille du comte Mihály III Teleki. Fils du précédent.
    - László II Vay († 1782), colonel. Fils du précédent et frère du suivant.
    - Ábrahám II Vay, conseiller du roi.
      - István Vay († 1800), conseiller du roi.
      - Dániel I Vay († 1798), chambellan KuK, époux de la comtesse Anna Korda.
      - József  Vay (1752-1821), juge de la Cour des Sept. Père du suivant.
        - comte Ábrahám IV  Vay, főispán de Máramaros, titré comte en 1830.
          - comte Dániel  Vay (1820°), főispán de Szabolcs.

      - baron  Miklós I Vay († 1824), chambellan KuK. Père du suivant.
        - baron Miklós II Vay (en) (1802-1894) főispán adjoint de Borsod, Gardien de Sainte Couronne (koronaőr), président de la Chambre des magnats.
        - baron Lajos I Vay (1848), főispán de Borsod. Frère du précédent.

## Galerie

Blason de la famille Vay (1418)
Blason des familles Vay de Vaja et Luskod et Ibranyi de Vaja et Ibrány (1507)
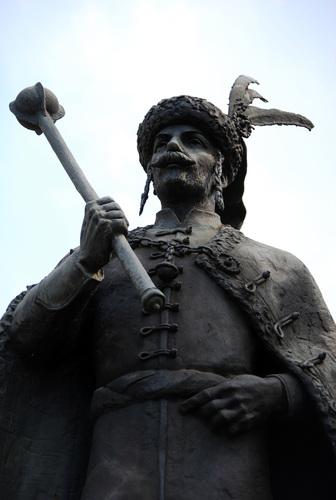
Bronze du colonel Lazló Ibranyi de Vaja (1658-1705) à Ibrány, par Sándor Györfi, 1998
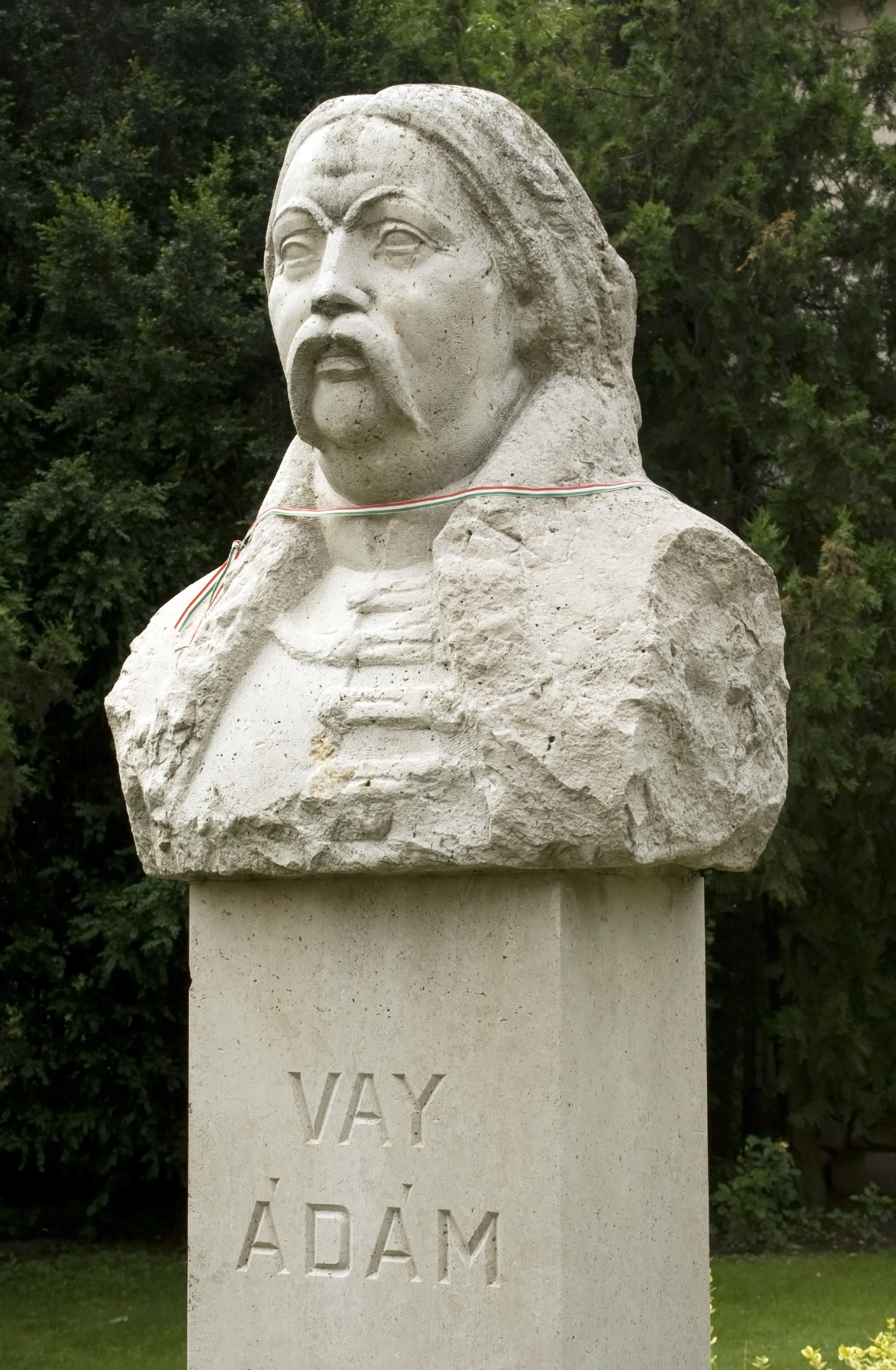
Buste du général Adam vay (1657-1719), Musée Adam Vay
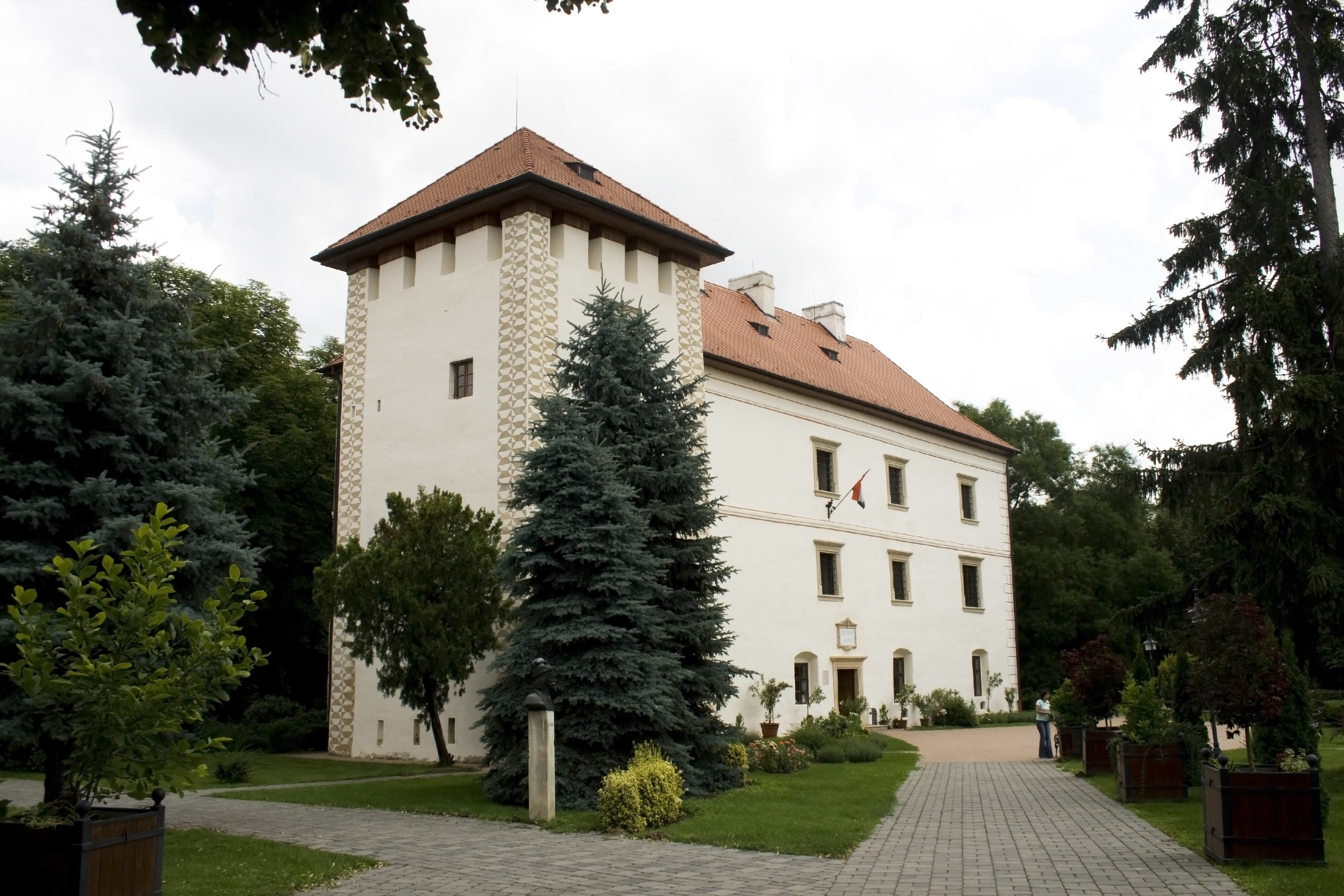
Musée Adam Vay, Vaja, Hongrie
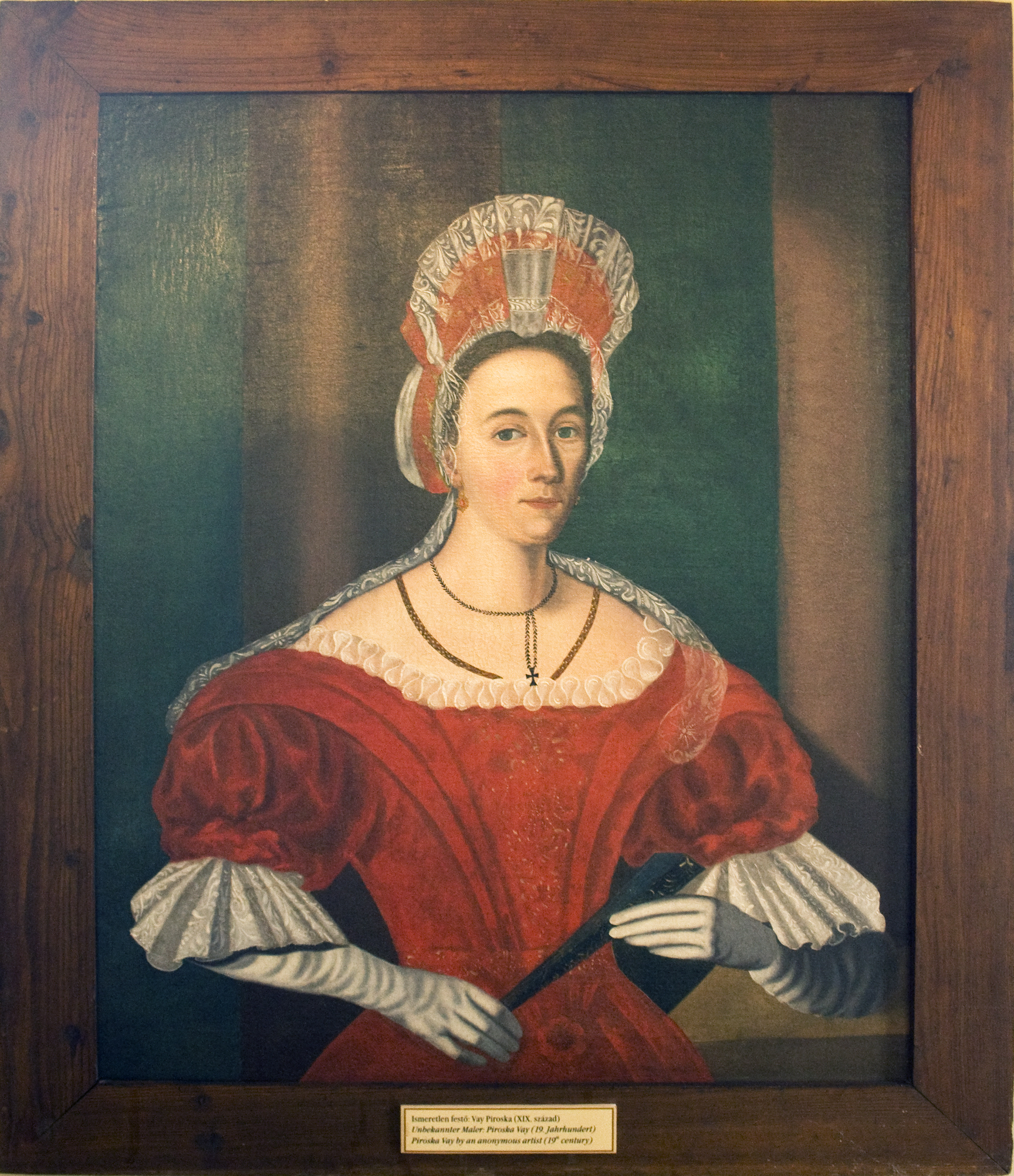
Portrait anonyme de Piroska Vay (XIXe siècle), Musée Adam Vay
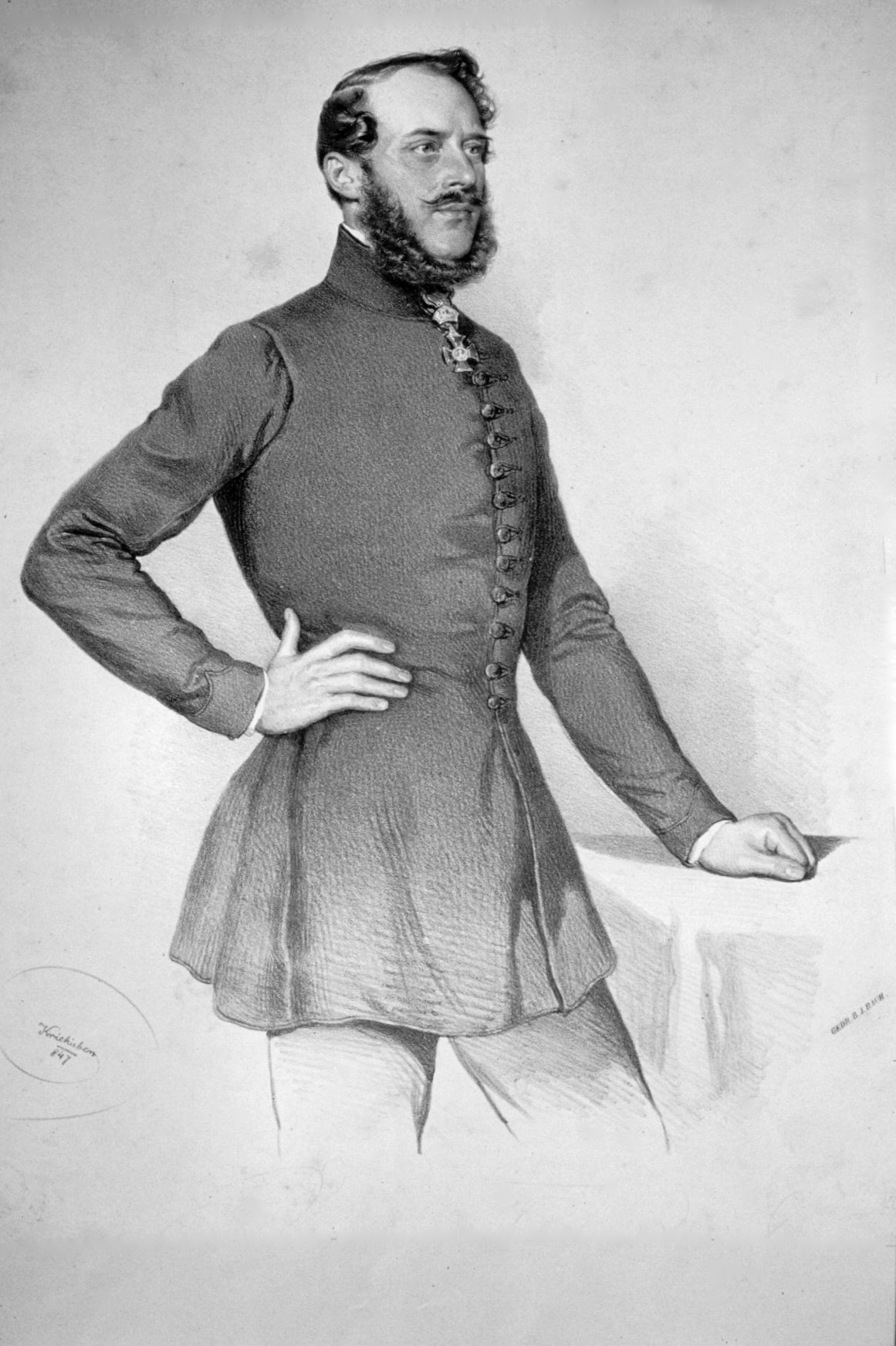
Gróf Ábrahám Vay de Vaja et Luskod(1789 - 1855)

## Sources, liens
- Iván Nagy: Magyarország családai, Pest, 1857-186
- Arcanum.hu, Turul, 1887
- Généalogie